# 도큐 전철
도큐 전철 주식회사(일본어: 東急電鉄株式会社 도큐덴테쓰카부시키가이샤[*], 영어: TOKYU RAILWAYS Co., Ltd)는 도쿄도 남서부에서 가나가와현 동부에 걸쳐 철도 사업을 전개하는 회사이다. 도큐 주식회사의 100 % 자회사이며, 도큐 그룹의 핵심 사업인 철도 사업을 도큐 주식회사 (구 도쿄 급행 전철 주식회사)로부터 상속 한 사업 회사이다. 일본의 대기업 사철 중 하나이다.
2019년 9월 2일「도쿄 급행 전철 주식회사」가 「도큐 주식회사」로 사명을 변경하고 같은 해 10월 1일에 회사의 철도 사업을 회사분할 방식으로 분사하는 형태로 출범 했다.
「도큐 전철」의 명칭은 원래 2006년 1월 1일 당시 도쿄 급행 전철이 지금까지의 공식 약칭인 "도쿄 급행"대신 역 포스터, 전단지류, 공식 사이트 등에서 사용을 개시한 약어이다. 예전에는 영어 약칭으로, T.K.K 「Tokyo(도쿄) Kyuko(급행) Kabushikigaisha(주식회사)」를 사용하던 시절도 있었다.
도쿄 급행 전철이라고 해서 전 노선에 급행 운전을 하는 것은 당연히 아니다. 그러나 지하철과 직결 운행을 하는 3개 노선의 경우 열차 종별이 나뉘어 있다.
본 기사에서는 도큐 전철 주식회사의 출범 이후뿐만 아니라, 분사 이전 도큐 주식회사(전원도시 주식회사(田園都市株式会社), 메구로 가마타 전철(目黒蒲田電鉄), 도쿄 요코하마 전철(東京横浜電鉄), 도쿄 급행 전철 시대도 포함)의 철도 사업을 포함한 도큐 전철 본체의 사업 내용에 대해 기술한다.

## 개요
도큐 그룹(東急グループ)의 주력 기업인 도큐 전철은 생겼을 당시부터 철도·궤도 사업은 물론 부동산, 호텔 사업 등의 다른 영역에서도 이익을 추구해오며 도큐 그룹을 이루었다. 이들 영역에서의 이익은 본업인 철도 사업을 넘어선다. 그룹 전체의 수익은 매년 1조엔 이상에 달한다. 도큐 그룹 산하에는 철·궤도 사업을 비롯한 교통 관련 사업 외에 개발, 유통, 리조트, 호텔 계열 등 220개를 넘는 법인들이 포함되어 있다. 이 가운데 도큐 전철은 도큐 그룹의 대표 회사로서 지주회사 격으로 인식되고 있다.
1947년부터 1972년까지는 프로야구 구단인 '도큐 플라이어스'(東急フライヤーズ, 구 명칭 규에이(急映), 도에이(東映)에서 변경됨. 도에이 플라이어스 시대에 야구선수 백인천, 장훈 등이 이 팀에서 뛰었음)를 거침, 이후 닛타쿠홈 플라이어스를 거쳐 현재의 홋카이도 닛폰햄 파이터스)를 보유했었으며 또한 영화제작, 배급 등에 손을 대고 있는 도에이(東映는 1964년까지 도큐 그룹 산하였다(경영진과의 불화로 인해 도에이 쪽에서 독립을 함).
또한, 한때는 그룹 내의 기업으로 일본 에어 시스템즈(JAS, 현 일본항공인터내셔널)가 있었던 이유로 이후 주식이전으로 설립된 주식회사 일본항공(JAL 그룹의 지주회사)의 최대 주주이기도 하다.

## 노선

도큐 전철 노선도

도큐 전철은 95.1 킬로미터 (제1종 철도 사업 91.7 킬로미터 (도요코 선과 메구로 선의 병행구간을 각각 계산함), 제2종 철도 사업 3.4 킬로미터)의 철도 노선과, 5.0 킬로미터의 지상 궤도 노선 등 총 100.1 킬로미터의 노선을 보유하고 있다. ■의 색은 각 노선의 식별색이다.
- 철도 노선
  - ■ 도요코 선: 시부야역 ~ 요코하마역 (24.2 km)
  - ■ 메구로 선: 메구로역 ~ 전원 조후 역 (6.5 km, 도요코 선 히요시 역까지 운행)
  - ■ 덴엔토시 선: 시부야 역 ~ 주오린칸 역 (31.5 km)
  - ■ 오이마치 선: 오이마치역 ~ 후타코 다마가와 역 (10.4 km)
  - ■ 이케가미 선: 고탄다역 ~ 가마타역 (10.9 km)
  - ■ 도큐 다마가와 선: 다마가와역 - 가마타 역 (5.6 km)
  - ■ 고도모노쿠니 선: 나가쓰타역 ~ 어린이 나라 역 (3.4 km, 제3종 철도사업자는 요코하마 고속철도)
- 지상 궤도 노선
  - ■ 세타가야 선: 산겐자야 역 ~ 시모타카이도 역 (5.0 km)

보통 일본의 철도 노선은 그 정식명에 따라 운행 구간이 변경되는 경우는 없으나, 도쿄 급행 전철은 자체 노선의 정식명 및 운행 구간의 변경을 몇번에 걸쳐 시행해왔다. 최근의 예를 들면, 2000년 8월에, 메구로 선은 영단 지하철 난보쿠 선, 도영 미타선과의 상호 직통 운행 개시에 맞춰 대폭적으로 변경이 되었다.

## 차량
- 1000계 (도큐 다마가와 선, 이케가미 선)
- 2000계(덴엔토시 선)
- 2020계(덴엔토시 선)
- 3000계(메구로 선)
- 3020계(메구로 선)
- 5000계(덴엔토시 선), 5050계(도요코 선), 5080계(메구로 선)
- 6000계(오이마치 선)
- 6020계(오이마치 선)
- 7000계(도큐 다마가와 선, 이케가미 선)
- 7500계(TOQ i)(사업 전용)
- 7600계(도큐 다마가와 선, 이케가미 선)
- 7700계(도큐 다마가와 선, 이케가미 선)
- 8090계·8590계(오이마치 선)
- 8500계(덴엔토시 선, 오이마치 선)
- 9000계(오이마치 선)

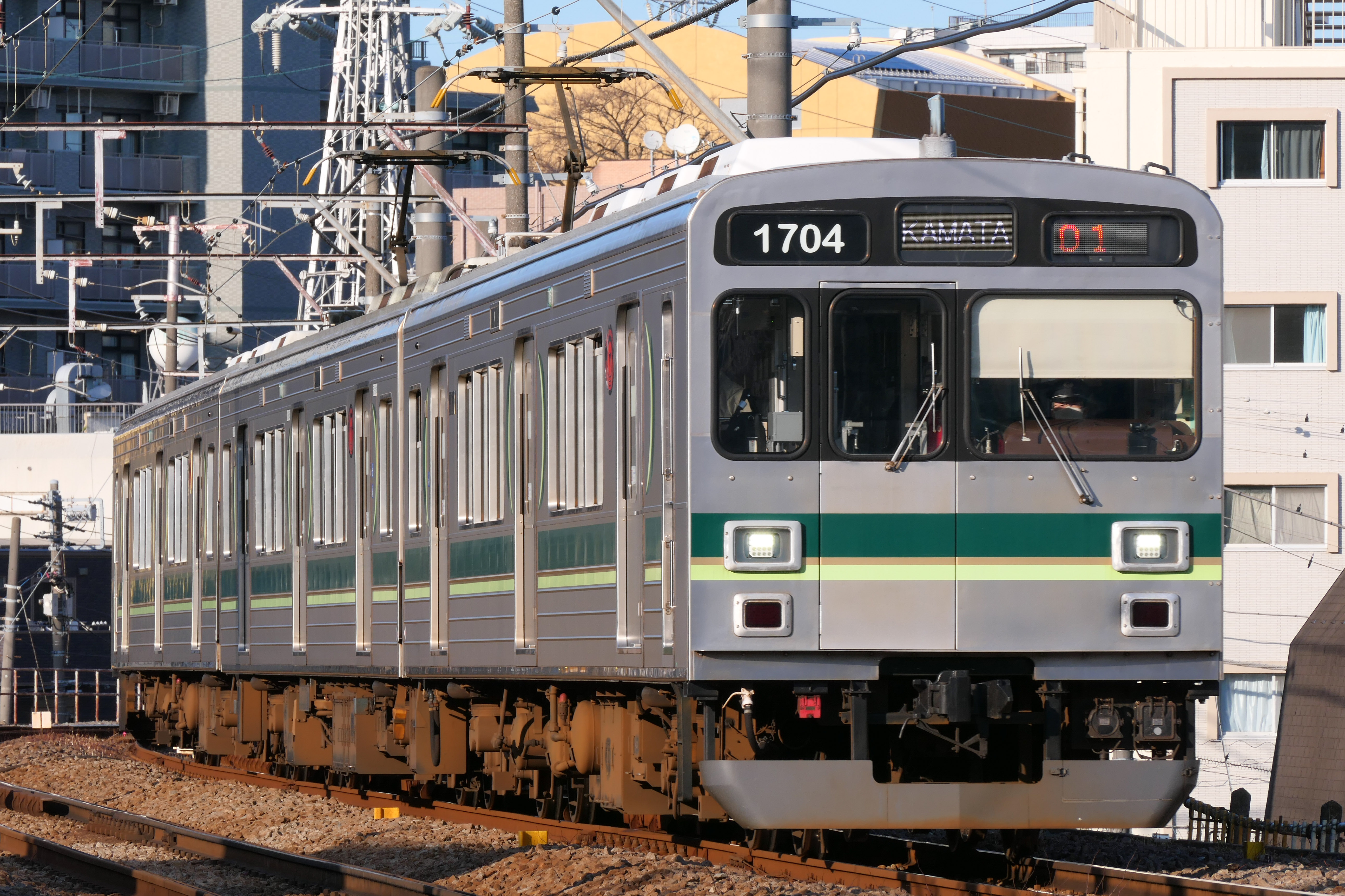
1000계
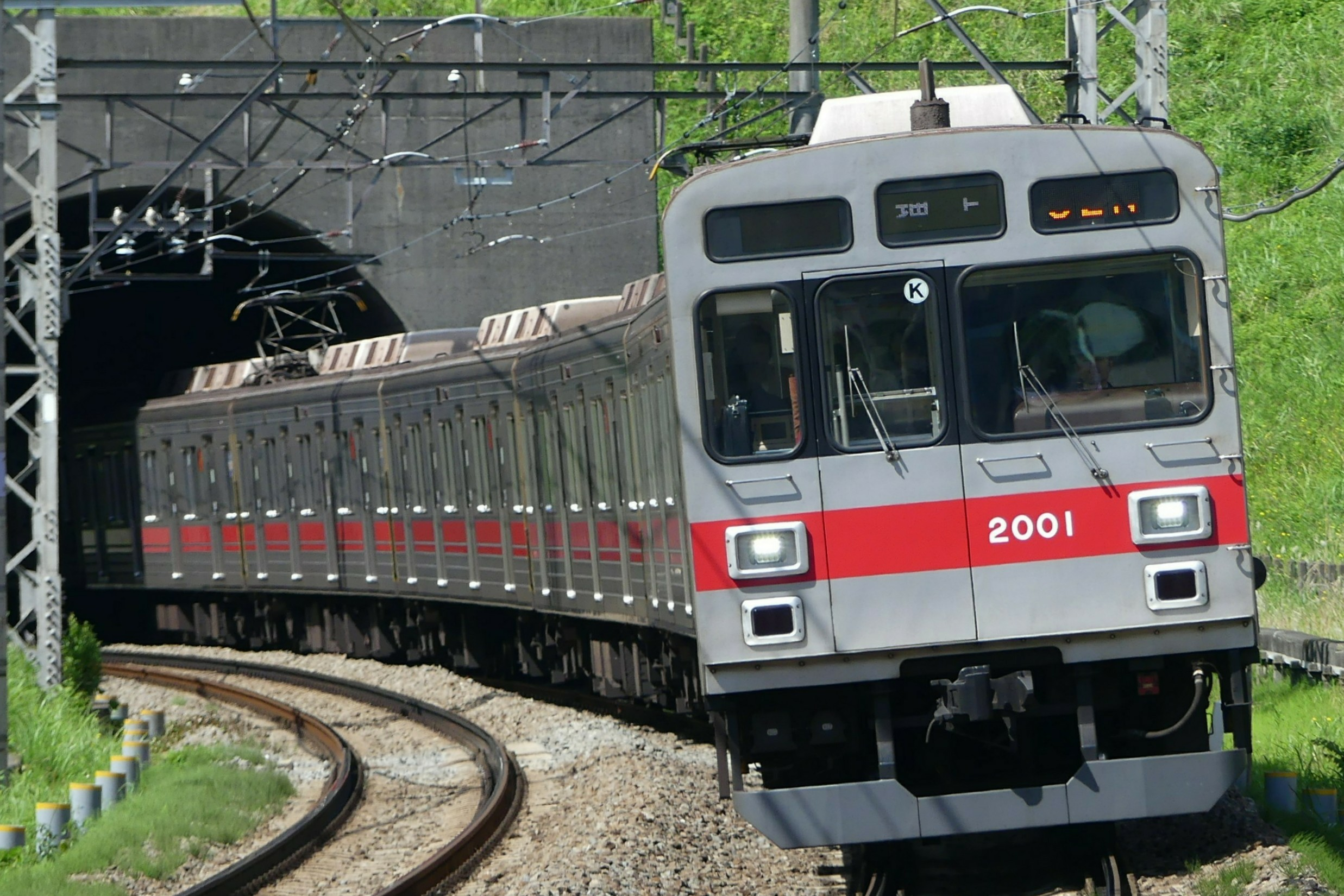
2000계
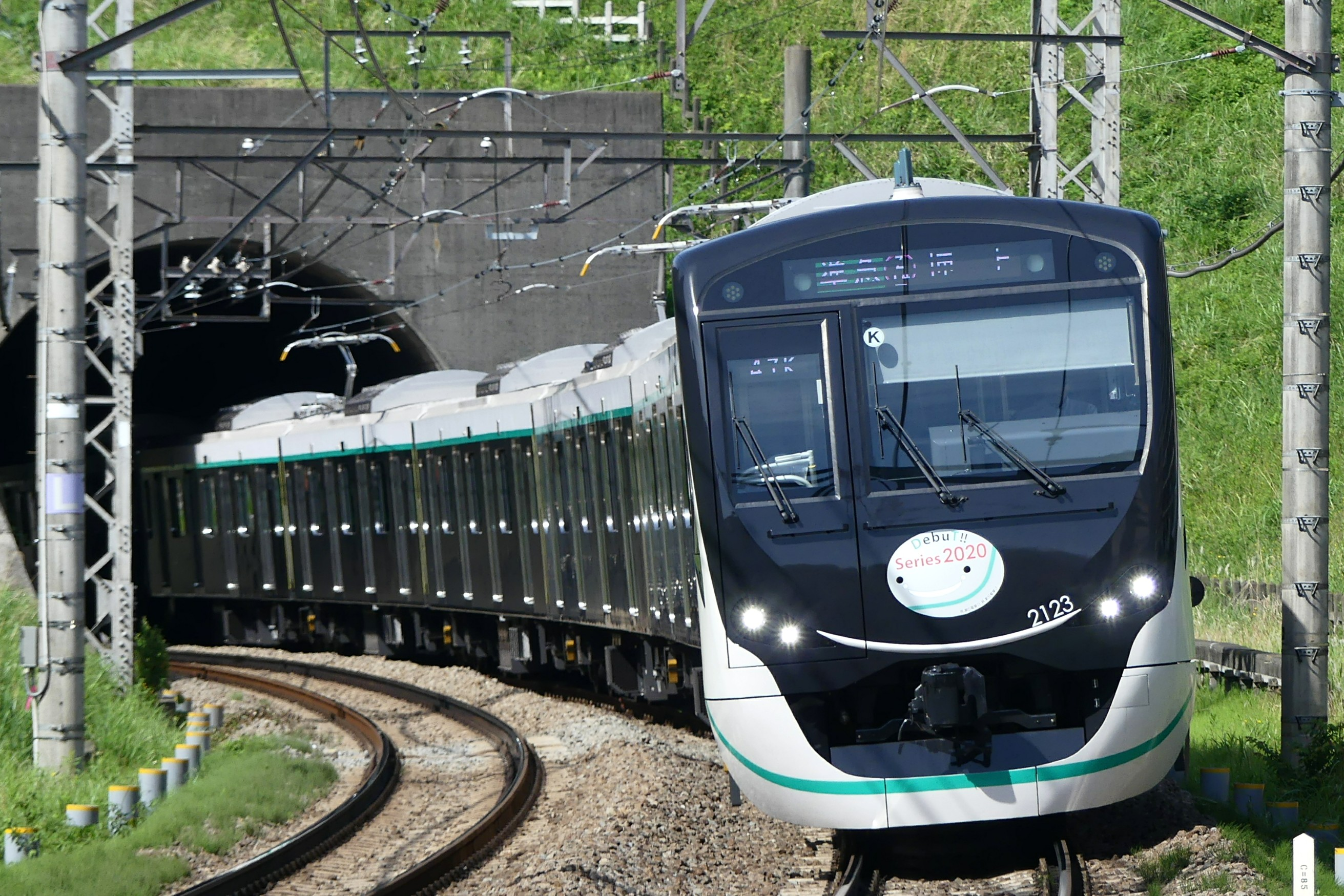
2020계
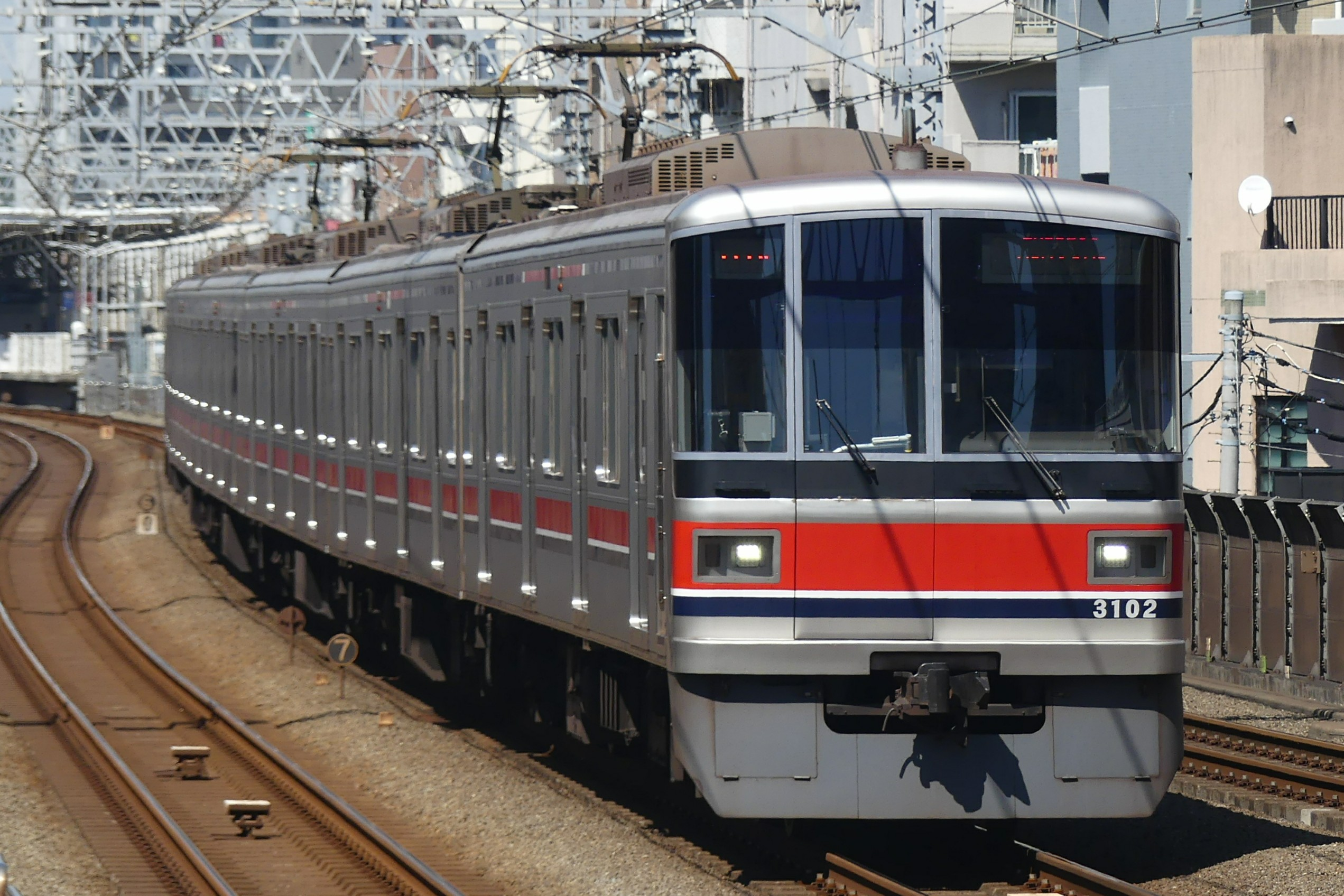
3000계
5000계
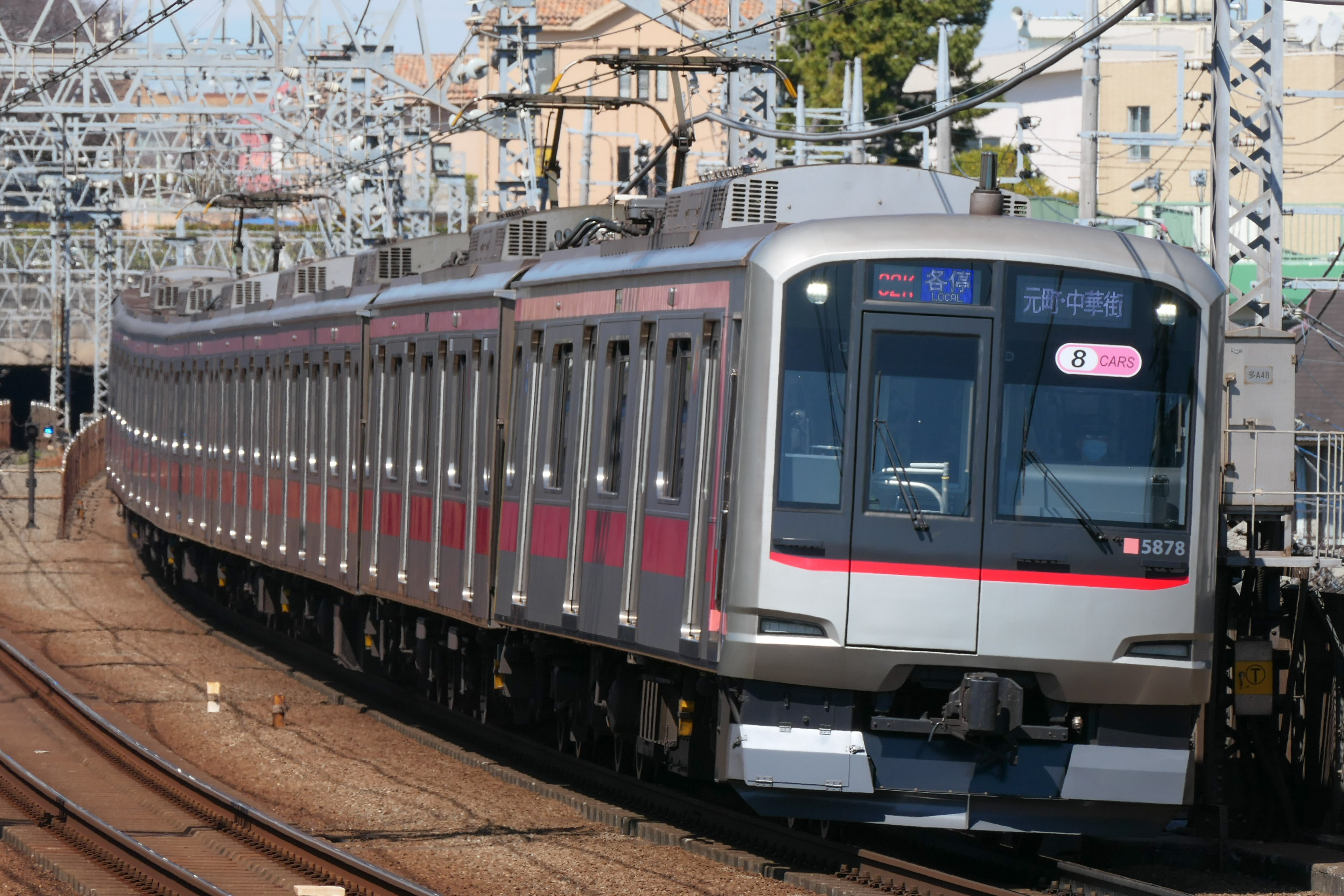
5050계
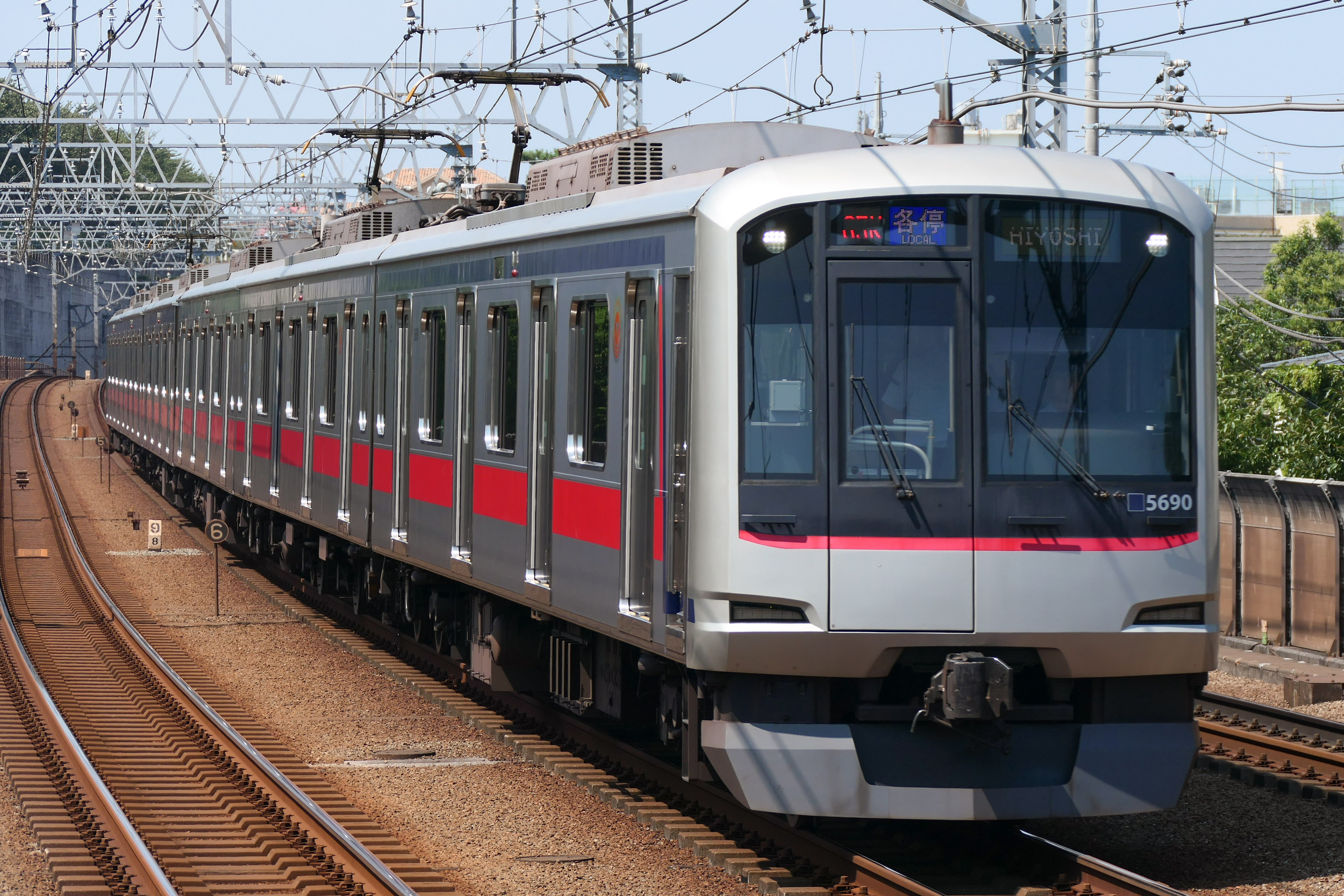
5080계
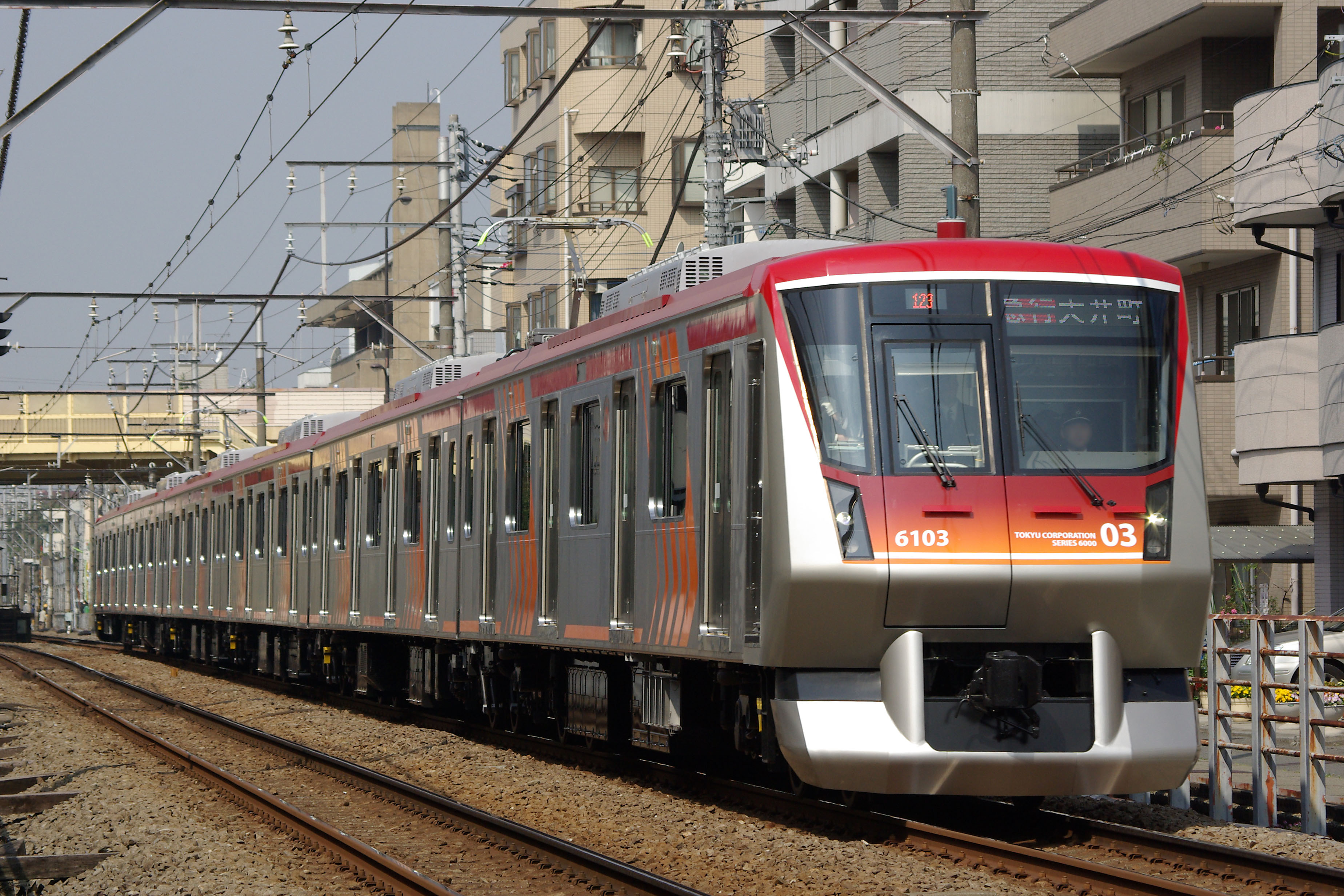
6000계
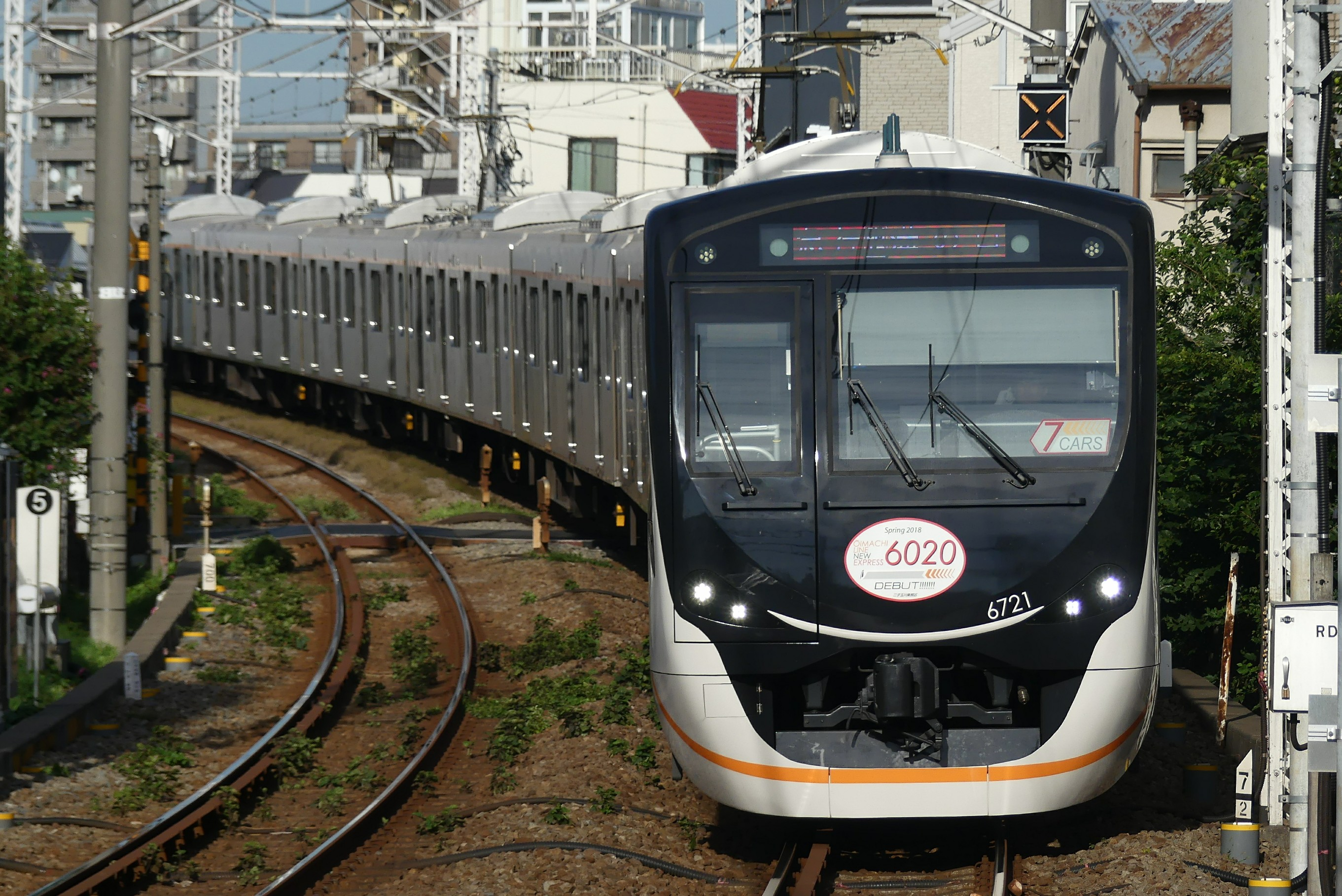
6020계
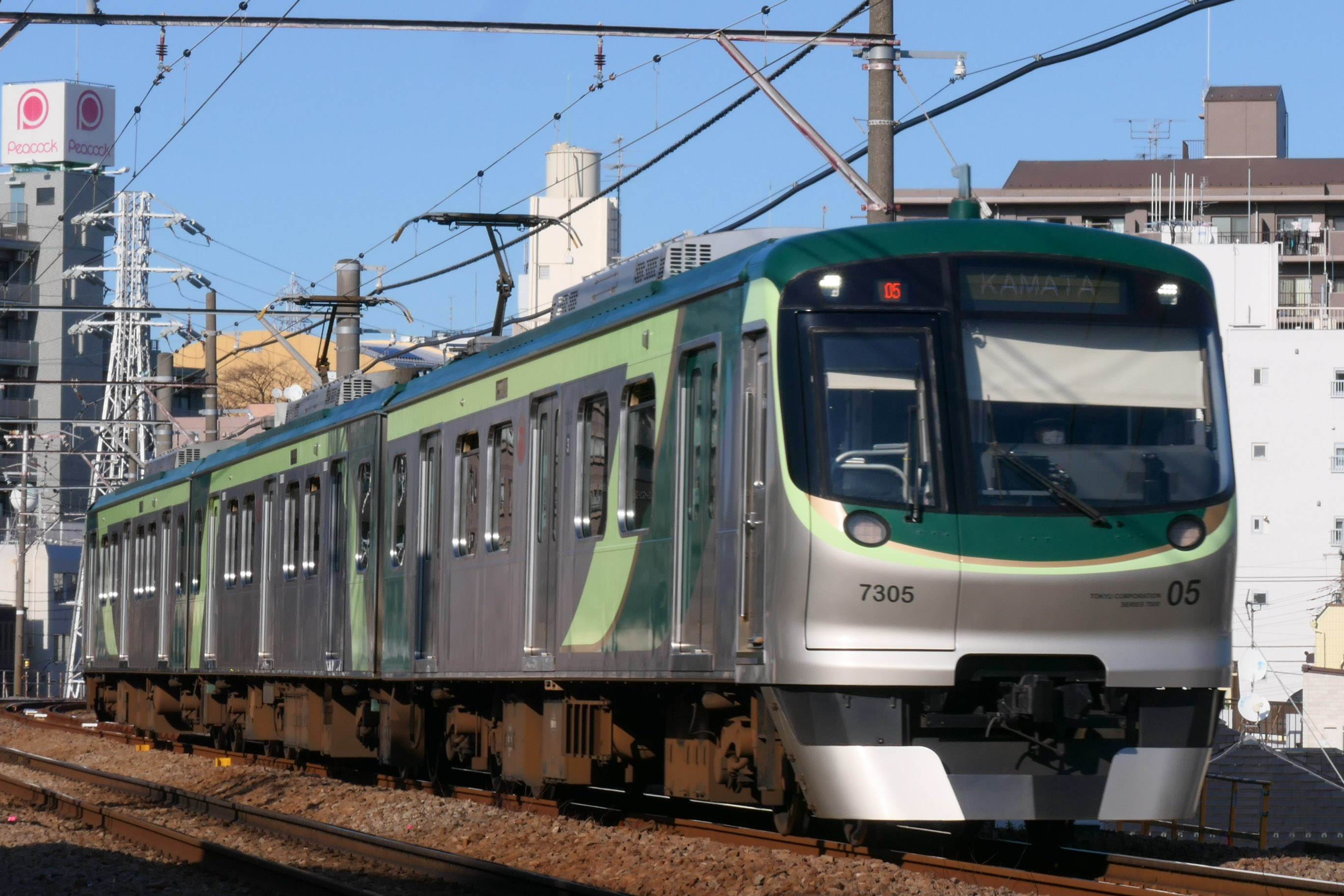
7000계
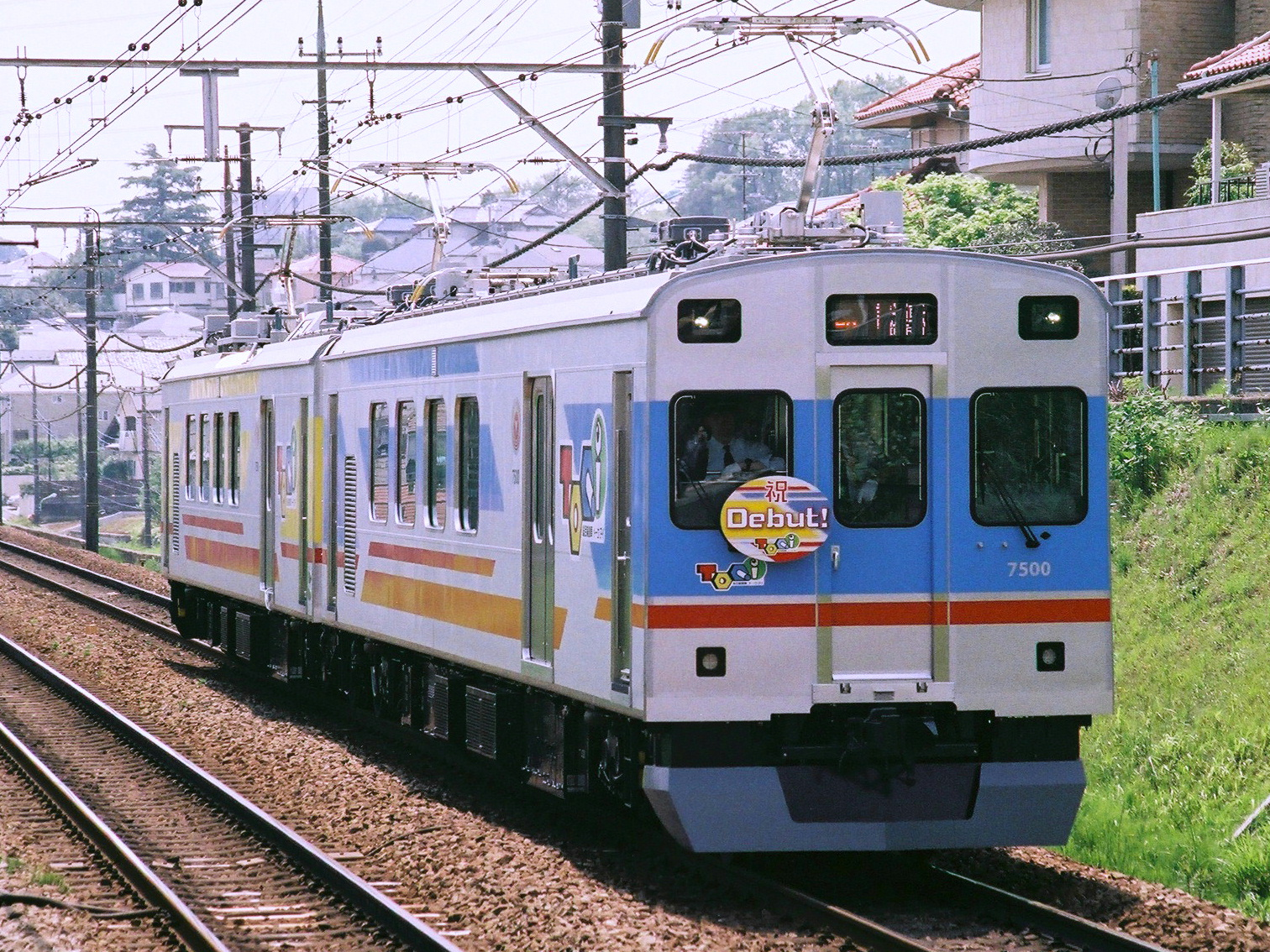
7500계(TOQ i)
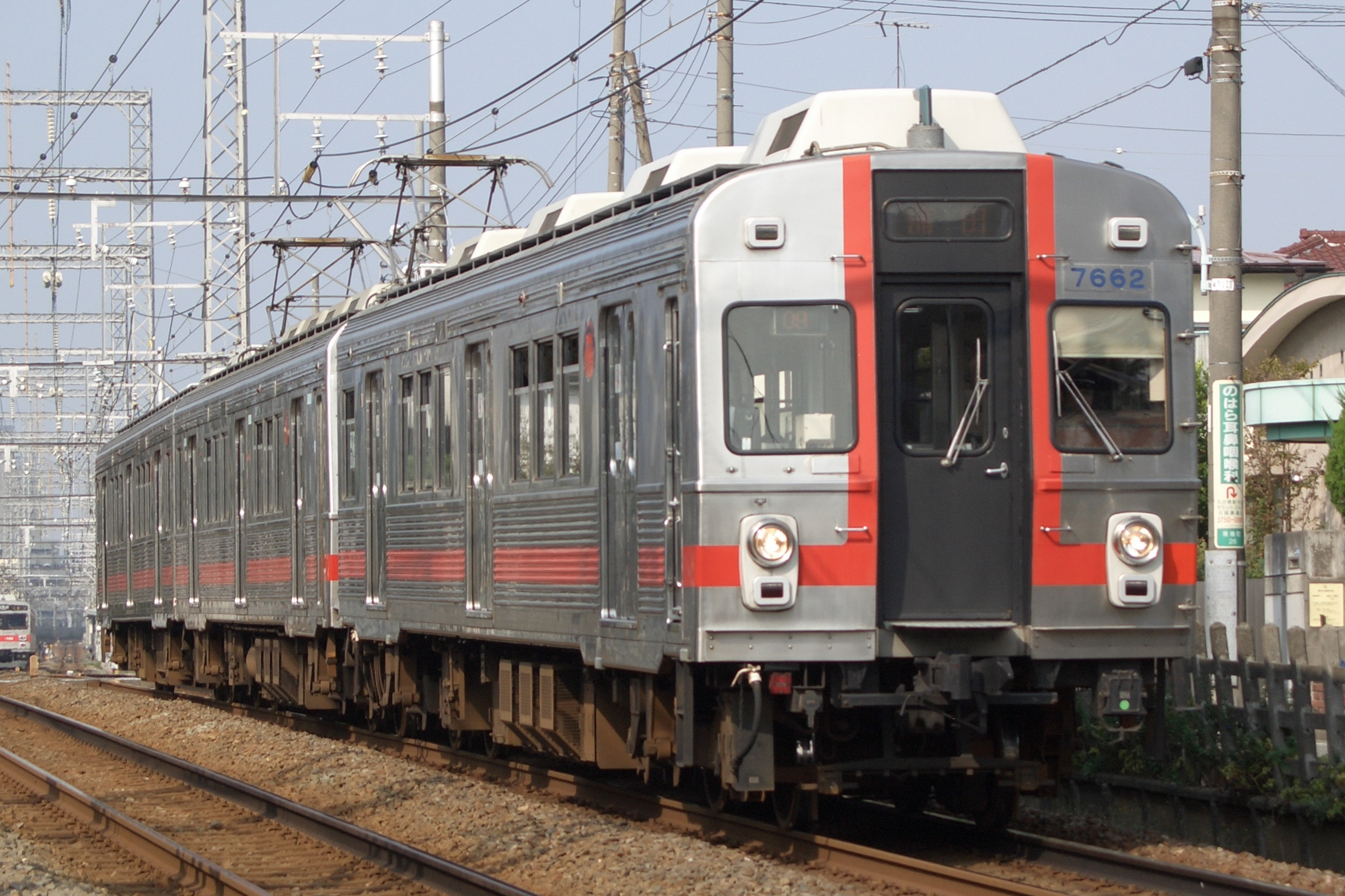
7600계
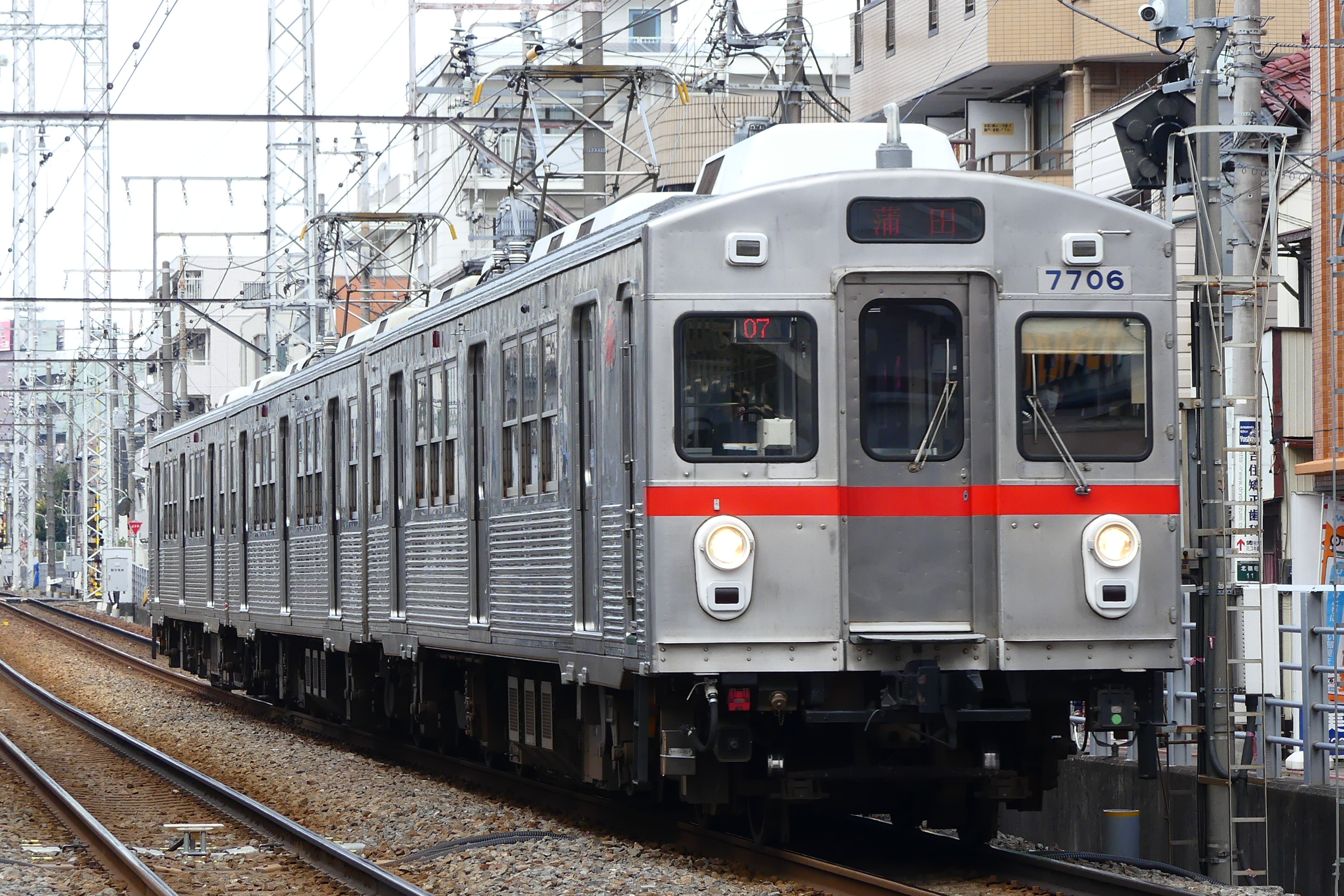
7700계
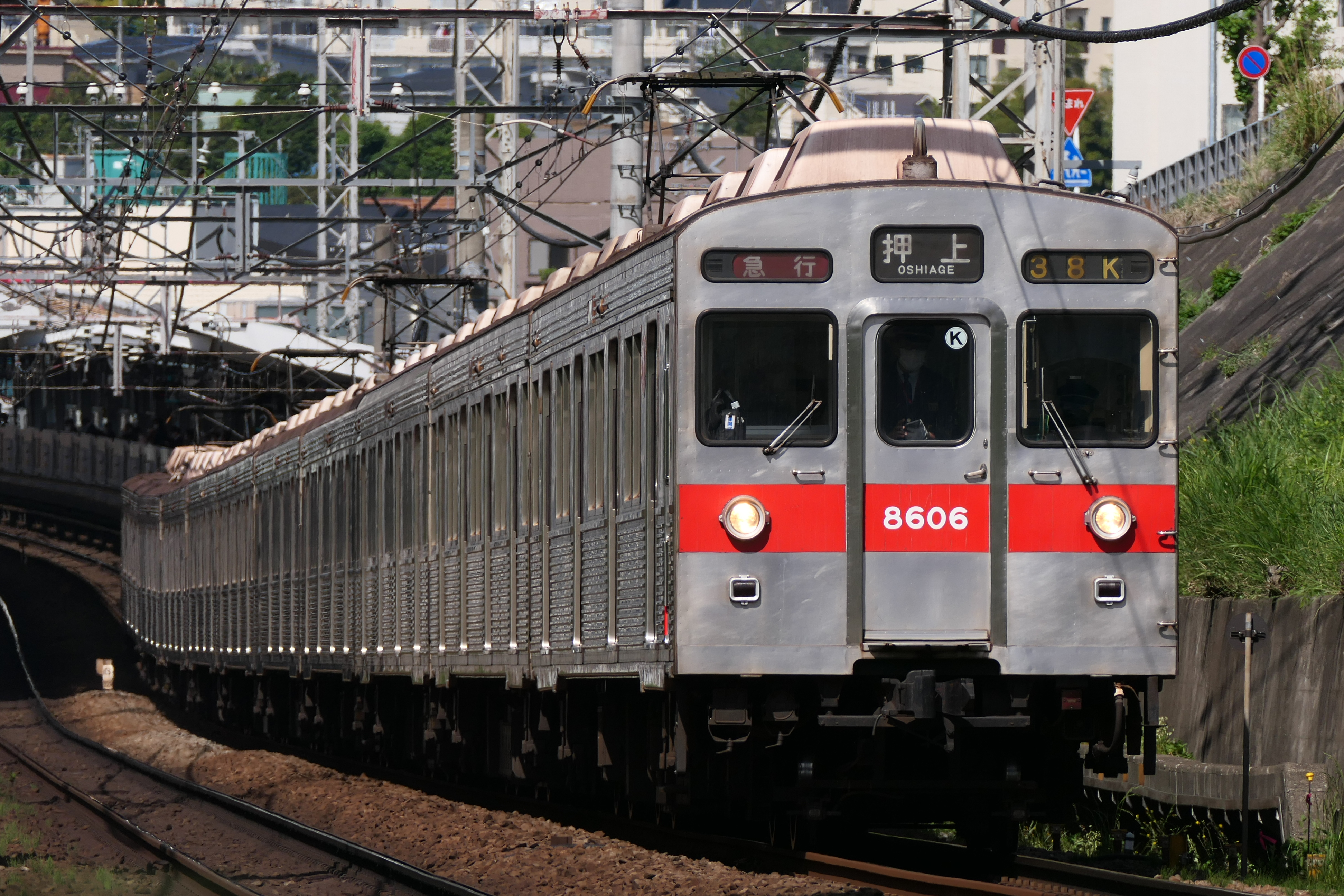
8500계(덴엔토시 선)
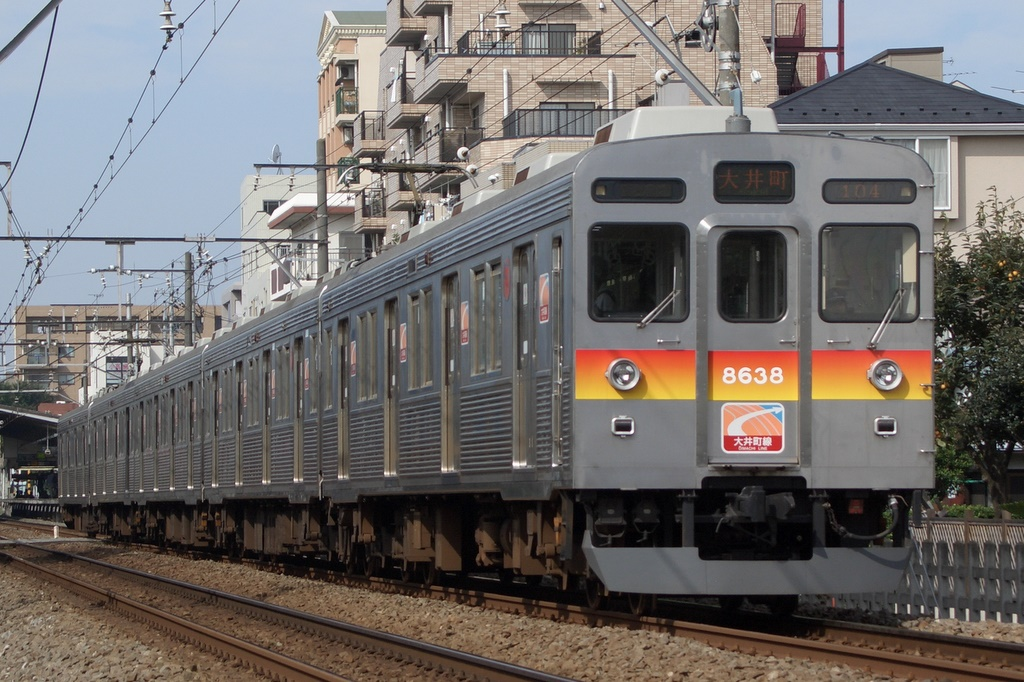
8500계(오이마치 선)
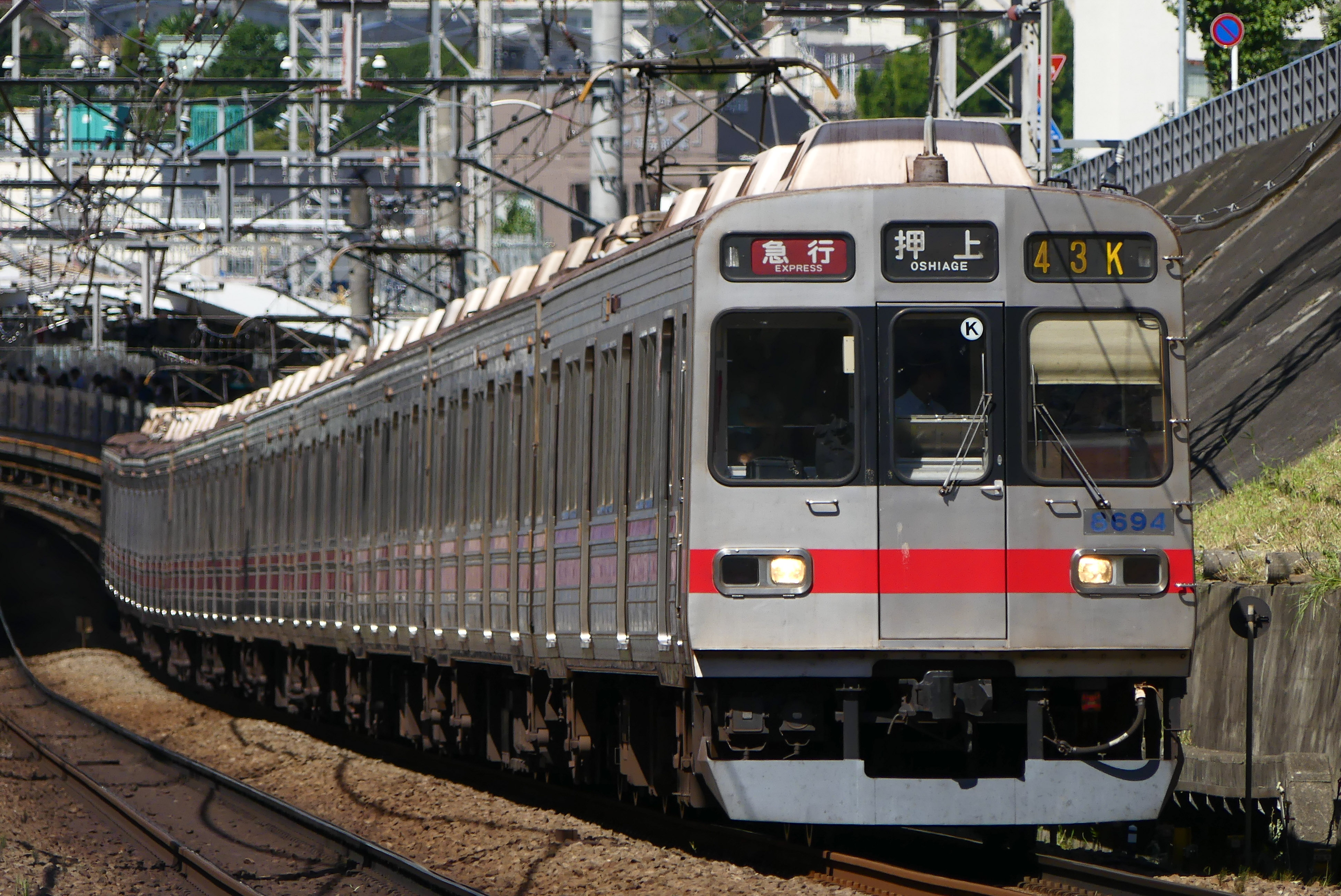
8590계
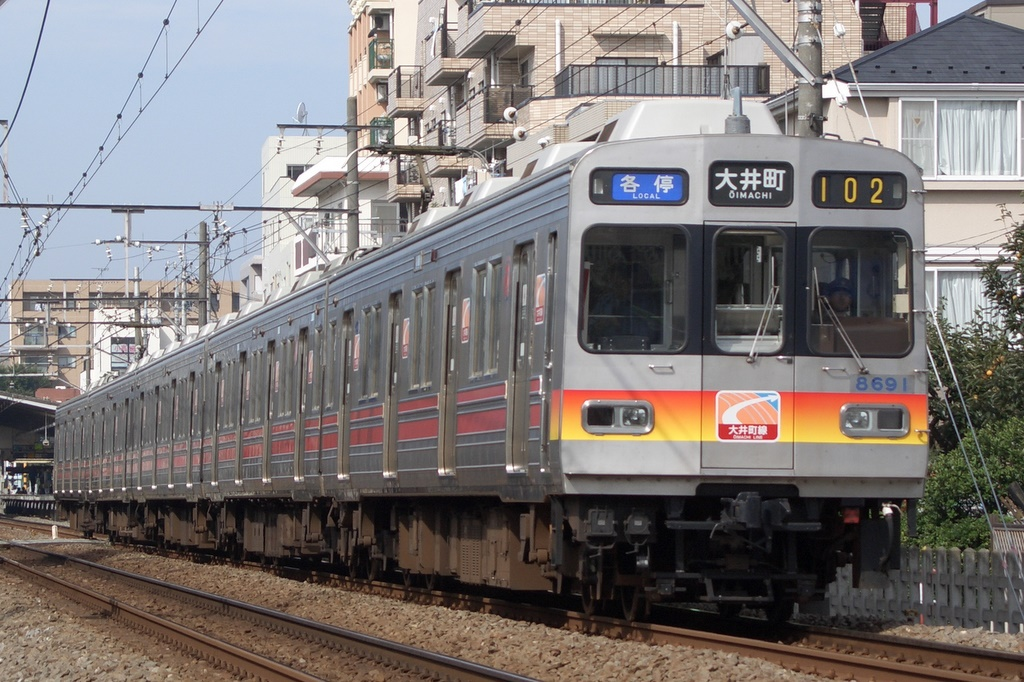
8590계(오이마치 선)
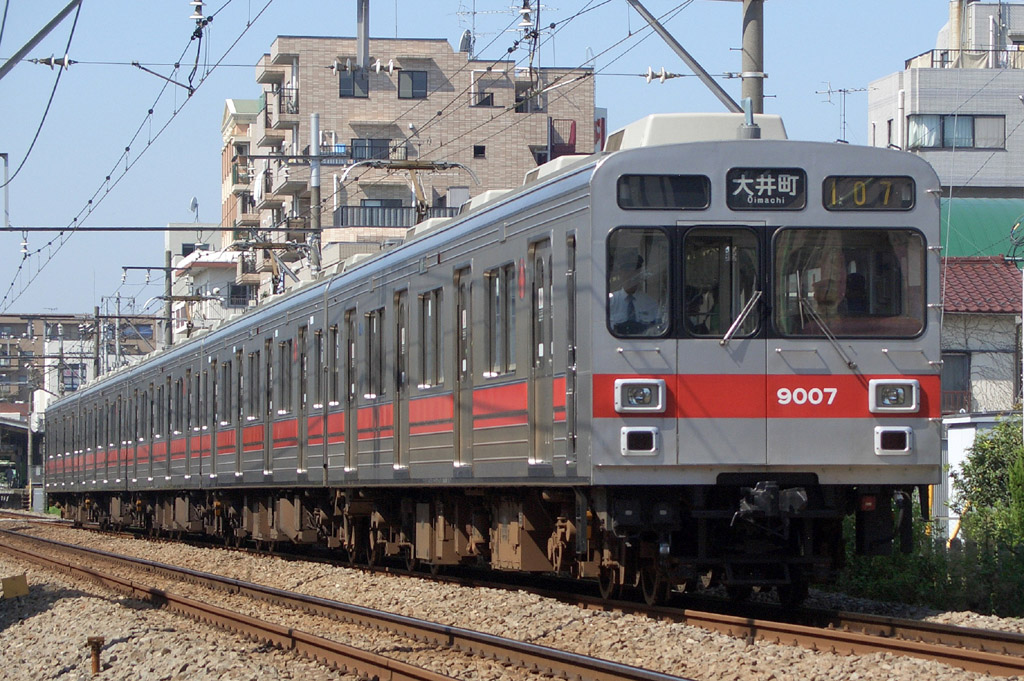
9000계

## 역사
구 도쿄 급행 전철은, 간토 지방의 주택지대인 전원초후(田園調布 덴엔초후[*]) 지역의 개발을 주도했던 시부사와 에이이치(渋沢栄一, 1840 - 1931, '일본 자본주의의 아버지'라 불림)가 설립한, 비영리 사업체인 '전원도시 주식회사'(田園都市株式会社)의 철도 부문을 1922년 9월에 분리시킨 메구로 가마타 전철(目黒蒲田電鉄)을 그 시초로 하고 있다. 창업 당시부터, 도시 개발의 일환으로서의 철도 사업이라는 자리매김을 해왔다고 볼 수 있다. 2차대전 이후도, 다마 전원도시(多摩田園都市)의 개발에 맞춰 덴엔토시 선의 연장 등의 프로젝트를 진행해 왔다.
메구로 가마타 전철 시대인 1923년 3월에 메구로 - 마루코(丸子, 현재의 누마베) 구간을 개통했으며, 11월에는 메구로 - 가마타 (당시 이름은 '메카마 선'(目蒲線, 현재의 메구로 선 및 다마가와 선) 구간을 개통하였다. 이어서, 1927년부터 1929년까지 오이마치 선의 오이마치 - 후타고 다마가와 구간을 개통했다. 이후 메구로 가마타 전철은, 1934년 10월 1일에 이케가미 전기철도 (池上電気鉄道, 현재의 이케가미 선을 운영했었음)를, 1939년 10월 1일에는 구 도쿄 요코하마 전철(東京横浜電鉄, 현재의 도요코 선 및 다마가와 선을 운영했었음)을 각각 합병하여, 10월 16일에 (신)'도쿄 요코하마 전철'로 이름을 새롭게 바꾸었다. 이 시기에, 현재의 도큐가 운영하고 있는 철노 노선들이 일원화되어 운영되기 시작한 것이다.
1942년 5월 26일에는, 당시의 육상교통사업조정법에 따른 전시통제체제라는 배경 위에서, 고토 게이타(五島慶太)가 사장으로 있었던 오다큐 전철과 게이힌 전기철도(京浜電気鉄道)를 합병하여, 도쿄 급행 전철로 이름을 바꾸었다. 1943년에는 사가미 철도의 운영을 위탁받았으며, 1944년 5월 31일에는 게이오 전기궤도(현재의 게이오 전철)를 합병했으며, 이 해 2월에는 고지마 게이타가 운유통신대신(運輸通信大臣)에 취임하게 되었다. 북으로는 주오 선, 남으로는 미우라반도, 서쪽으로는 하코네까지를 영역으로 삼은 이른바 다이도큐(大東急) 시대의 도래였다.
2차대전 종전 후, 독점금지법 및, 과도 경제력 집중 배제법이 실시되었다. '다이도큐' 자체는 이 법률의 저촉 대상이 아니었음에도 불구하고, 이 법률을 적용시켜야 한다고 주장하던 구 오다큐 전철 관계자들을 중심으로, 예전의 4개 회사로의 복원 운동이 촉발되었다.
우선 1947년 8월, 고지마 게이타가 공직에서 추방되며, 같은 해의 다이도큐의 사가미 철도 운영 위탁이 종료되었다. 그리고 1948년에 접어들며, 오다큐 전철, 게이힌 급행 전철, 게이오 제도전철(현 게이오 전철)이 분리되었다. 백화점 부문도 도요코 백화점(東横百貨店, 현재의 도큐 백화점)으로 분리되며, 다수의 관련 기업의 주주들이 빠져나가게 된다.
그 후 일선에 복귀한 고지마 게이타의 주창으로, 다마 전원도시의 구상에 따라 덴엔토시 선을 건설하게 된다. 이 노선은 1984년에 전 노선을 개통하였다. 1991년에는 버스 부문이 분리되어 '도큐 버스'가 되었다.
2000년 8월 6일, 도요코 선의 다마가와 - 무사시 고스기 구간이 복복선화가 되며, 메카마 선이 메구로 선(메구로 - 무사시 고스기 구간)과 도큐 다마가와 선(다마가와 - 가마타 구간)으로 나뉘었다. 다음해 9월 26일부터 메구로 선은 에이단 지하철(현 도쿄 지하철 난보쿠 선, 도에이 미타선과 상호 직통 연결을 개시하였다. 2001년 3월 28일부터는 사이타마 고속철도선으로 상호 직통 연결을 확대하였다.
2004년 1월 31일로 도요코 선의 요코하마 - 사쿠라기초 구간이 폐지되고, 2월 1일부터 요코하마 고속철도 미나토미라이 선의 모토마치·중화가역까지 상호 직통 연결이 개시되었다.
2005년 3월 20일에는 운임이 개정되어, 덴엔토시 선 시부야 - 미조노구치 구간에 포함된 10엔의 가산 요금이 폐지가 되었다. 5월 8일에는 덴엔토시 선, 7월 25일에는 도요코 선에 여성전용차량이 도입되었다.
2007년 3월 18일에는 공통IC카드 승차권인 파스모가 도입되었다. (파스모 카드의 부족으로 인해 4월 12일부터, 8월까지는 정기권으로만 판매된다.)

## 운임
어른의 보통 여객 요금 (어린이는 반값. 10엔 미만은 올림, 2005년 3월 20일 개정함.)
세타가야 선(궤도선)과 고도모노쿠니선의 요금은 별도로 매겨져 있음.
철도 노선
| 거리(km) | 운임(엔) |
| -------- | -------- |
| 3        | 120      |
| 4~7      | 150      |
| 8~11     | 190      |
| 12~15    | 210      |
| 16~20    | 240      |
| 21~25    | 260      |
| 26~30    | 290      |
| 31~35    | 320      |
| 36~40    | 360      |
| 41~45    | 390      |
| 46~50    | 420      |
| 51~56    | 450      |
※ 도요코 선 (시부야 - 무사시 고스기 구간)에서 JR선을 이용하는 경우, 요금 조정이 적용됨. 단, 이는 JR선 승차구간이 시부야 쪽은 야마노테 선, 무사시 고스기 쪽은 난부 선 (야코～슈쿠가와라 구간)인 경우에 한함.
고도모노쿠니선
어른 150엔, 어린이 80엔 균일. 다른 노선과의 별도 운임.
단, 고도모노쿠니역, 온다 역~아오바다이 역, 다나 역, 쓰쿠시노 역, 스즈가케다이 역 구간은 어른 20엔, 어린이 10엔이 할인됨.
세타가야 선 (궤도선)
전 노선 140엔 균일.